# Kópháza
Kópháza (kroatisch Koljnof, deutsch Kohlbenhof) ist eine ungarische Gemeinde im Kreis Sopron im Komitat Győr-Moson-Sopron. Sie ist die größte der insgesamt 14 Siedlungen in Ungarn, die von Burgenlandkroaten bewohnt werden. 31,7 Prozent der Bewohner zählen zur kroatischen Volksgruppe und 4,5 Prozent zur Volksgruppe der Ungarndeutschen.

## Geografische Lage
Kópháza liegt 74,5 Kilometer westlich des Komitatssitzes Győr und 6 Kilometer südöstlich des Zentrums der Kreisstadt Sopron an dem Fluss Ikva und grenzt im Süden an Österreich. Nachbargemeinden sind Fertőboz, Nagycenk, Harka und im Süden die österreichische Marktgemeinde Deutschkreutz.

## Geschichte
Im Jahr 1913 gab es in der damaligen Kleingemeinde 346 Häuser und 1855 Einwohner auf einer Fläche von 1517 Katastraljochen. Sie gehörte zu dieser Zeit zum Bezirk Sopron im Komitat Sopron.

## Gemeindepartnerschaft
- Kiseljak, Bosnien und Herzegowina[5]

## Sehenswürdigkeiten
- Heimatmuseum (Tájház)
- Immaculata-Statue aus dem Jahr 1870
- Römisch-katholische Kirche Sarlós Boldogasszony, erbaut um 1760 im barocken Stil
- Römisch-katholische Kirche Szent Márton, erbaut 1785 im spätbarocken Stil
- Szentháromság-Säule aus dem Jahr 1871
- Szent-Flórián-Denkmal und -Statue aus dem 17. Jahrhundert
- Szent-Rókus-Statue, erschaffen von Tomislav Kršnjavi

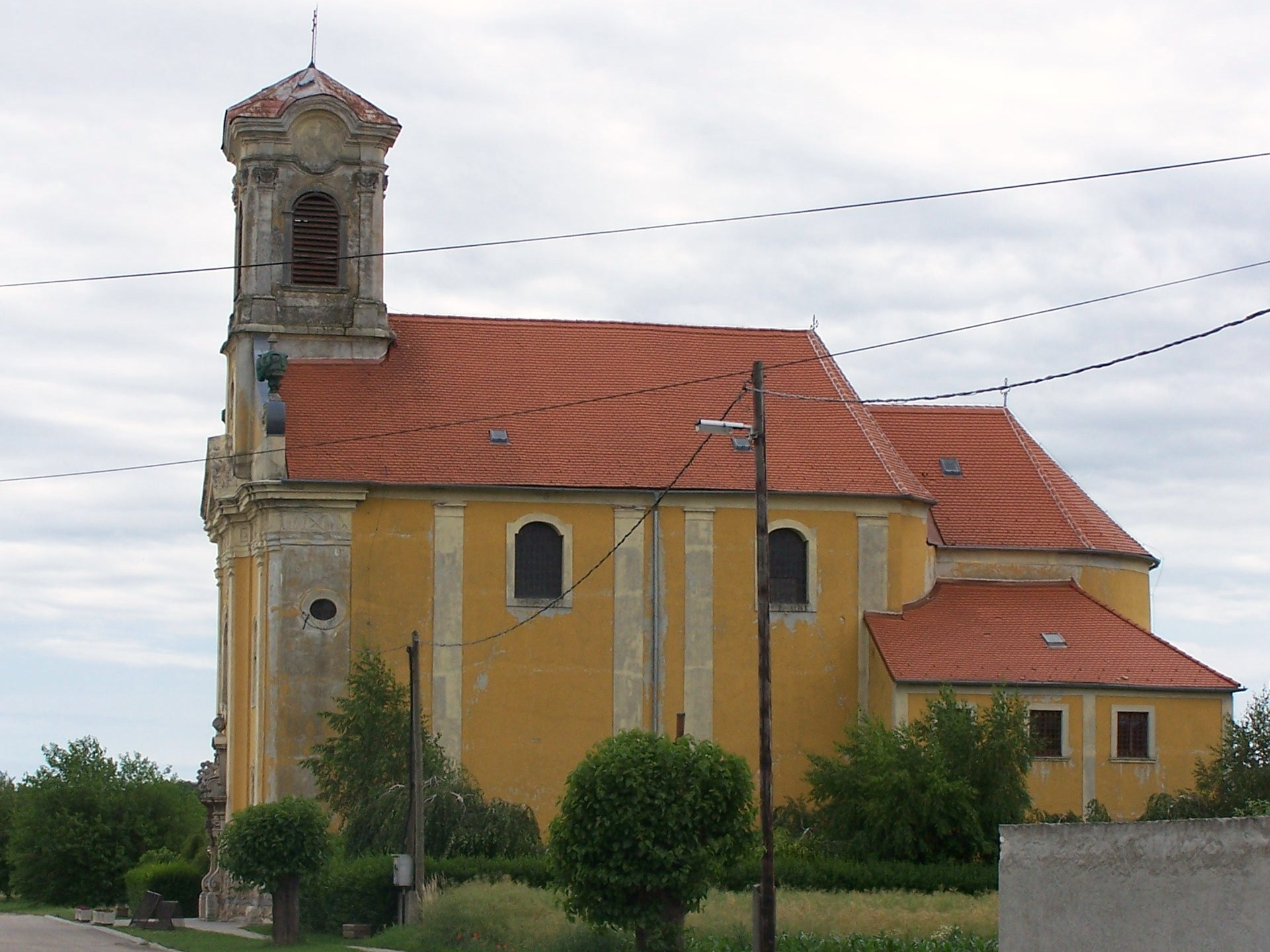
Römisch-katholische Kirche Sarlós Boldogasszony
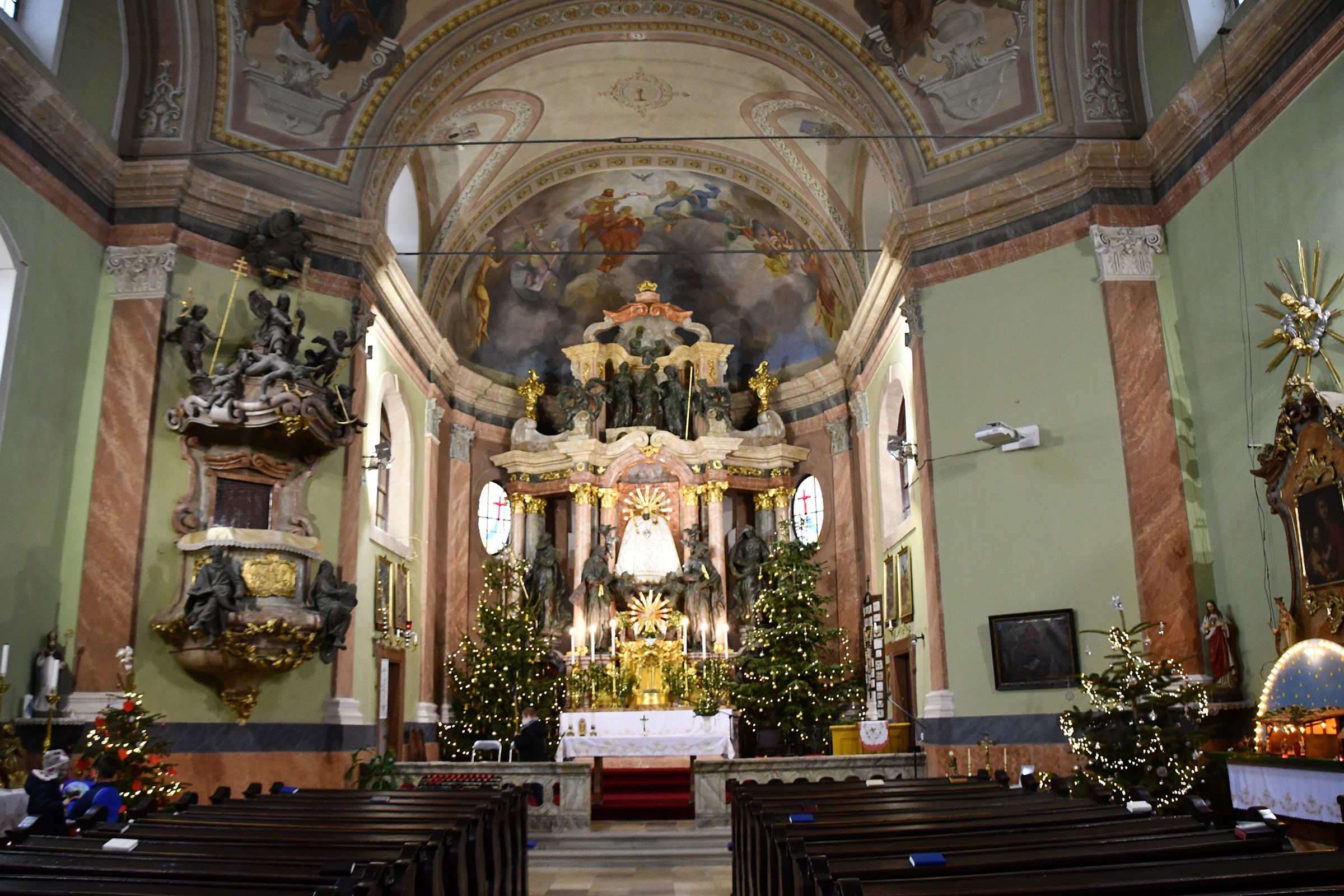
Innenraum der Kirche Sarlós Boldogasszony
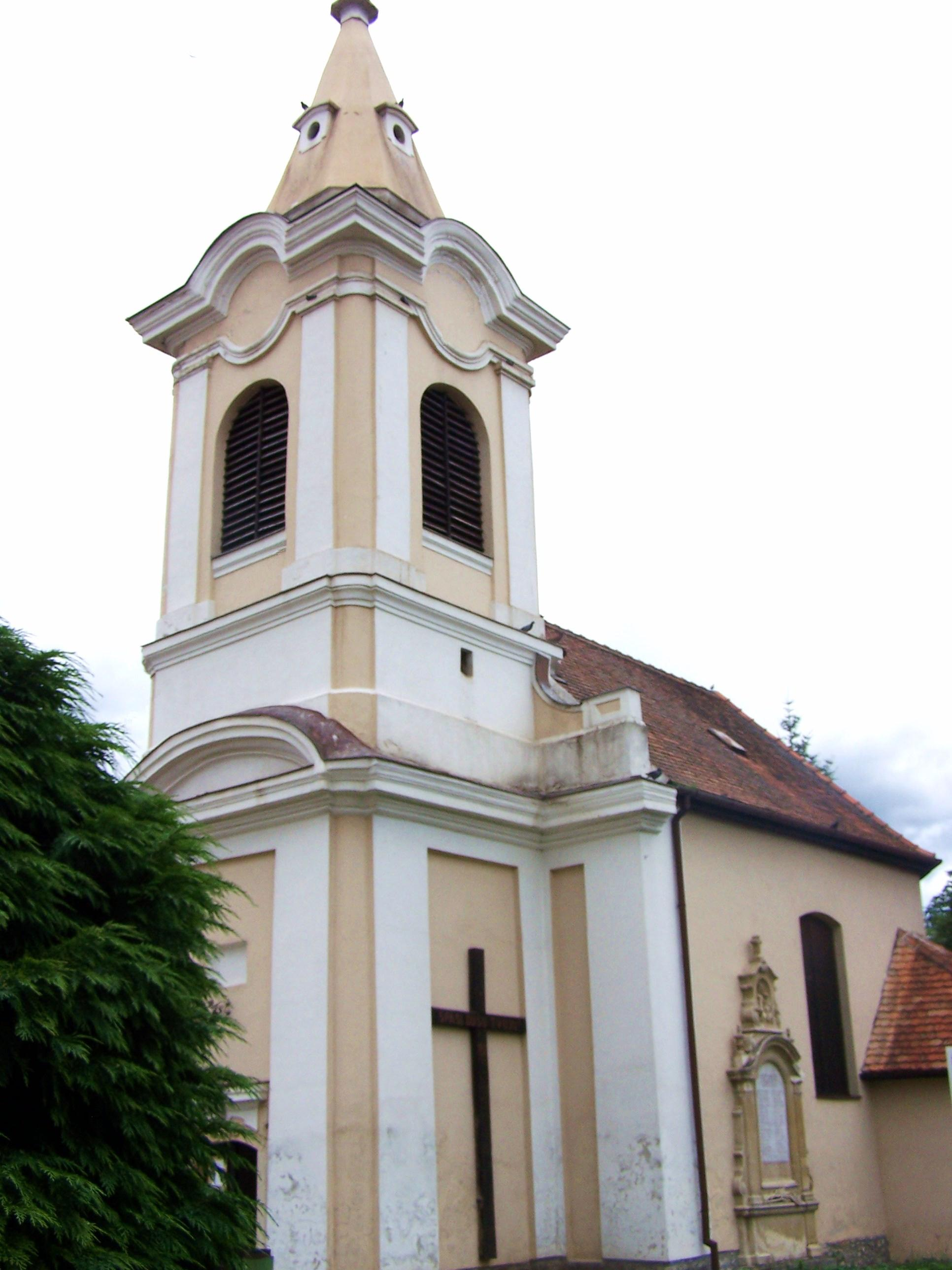
Römisch-katholische Kirche Szent Márton
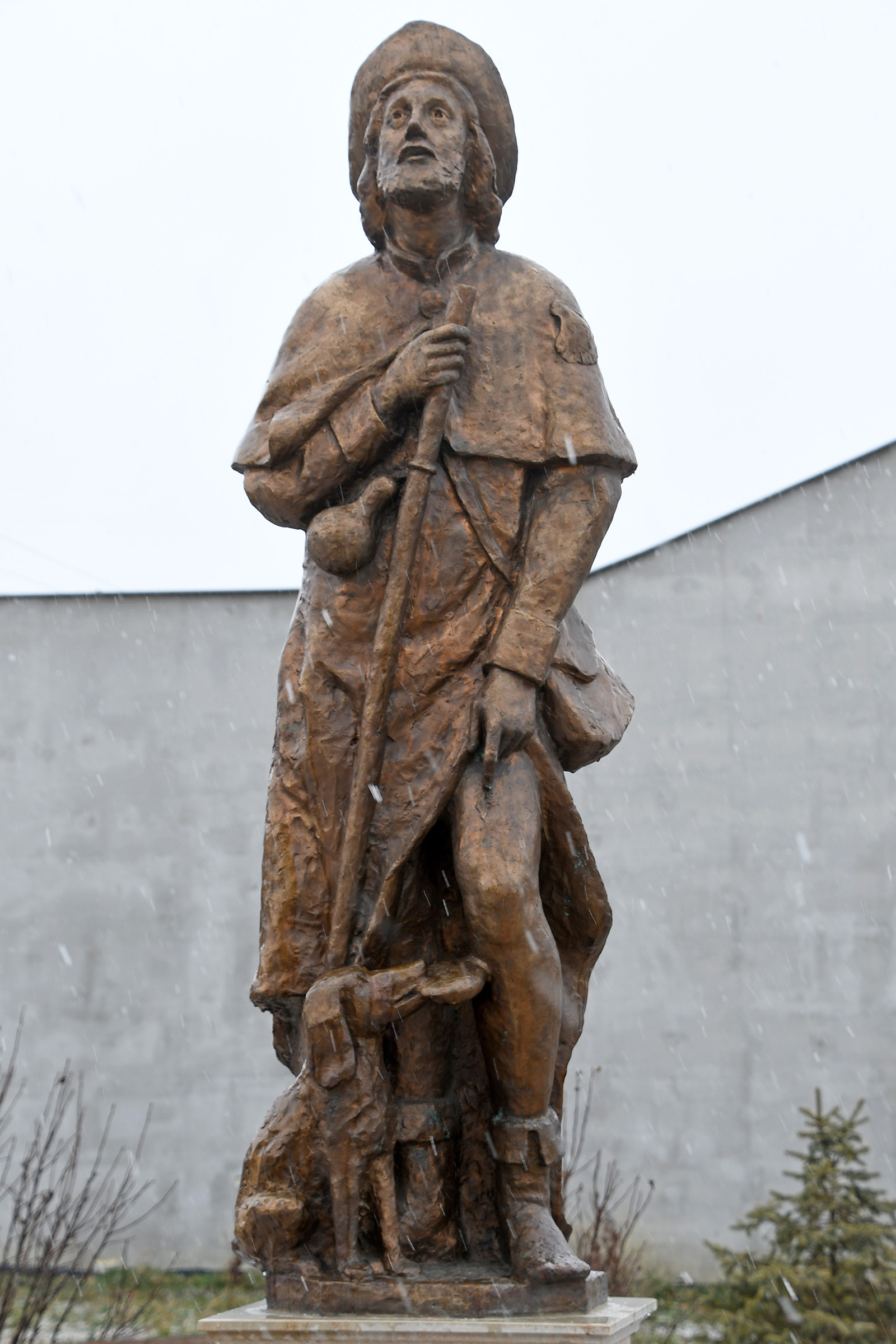
Szent-Rókus-Statue

## Verkehr
Die Hauptstraße Nr. 84 (von Balatonederics im Kreis Tapolca bis Sopron) verläuft am nördlichen Ortsrand, von der die Hauptstraße Nr. 861 in südliche Richtung abzweigt. Die Gemeinde ist außerdem angebunden an die Eisenbahnstrecke von Sopron nach Szombathely. Weiterhin bestehen Busverbindungen nach Sopron, Győr, Szombathely sowie über Fertőhomok und Fertőd nach Tőzeggyármajor.